# Claude-Louis Châtelet
Claude-Louis Châtelet (Parigi, 1753 – Parigi, 7 maggio 1795) è stato un pittore, disegnatore e incisore francese.

## Biografia
Si distinse per la prima volta per il suo contributo all'opera monumentale curata dall'influente generale agricolo Jean-Benjamin de La Borde, Les Tableaux topographiques de la Suisse, commentato dal barone Zurlauben intorno al 1776. Le incisioni che lo compongono furono pubblicate in tre volumi tra il 1782 e il 1788.
Claude-Louis Châtelet acquisì rapidamente la reputazione di pittore paesaggista, che lo portò ad essere scelto come uno dei principali illustratori di una delle opere più importanti del tardo XVIII secolo, il Voyage pittoresque ou Description des Royaumes de Naples et de Sicile, pubblicato in cinque volumi, da Jean-Baptiste Delafosse tra il 1781 e il 1786, dall'abate di Saint-Non. Nel 1777 si recò in Italia con Vivant Denon per realizzare 132 disegni incisi su Napoli, Puglia, Basilicata, Calabria e Sicilia. Altri artisti partecipano a questa avventura, ma senza necessariamente recarsi in Italia, facendo affidamento sulla memoria dei loro viaggi passati: Fragonard, Hubert Robert, Pâris, Volaire, Cassas e Houël. Châtelet fa molti incontri ed esperienze in Italia.
Al suo ritorno in Francia, su richiesta della regina Maria Antonietta, di cui è uno dei pittori preferiti e che gli commissionò una serie di dipinti, contribuì all'illustrazione di album raffiguranti il Trianon e i suoi giardini, album offerti dalla regina ai suoi illustri visitatori come il re Gustavo III di Svezia, l'imperatore Giuseppe II d'Austria, fratello di Maria Antonietta, l'arciduca Ferdinando, un altro fratello della regina. Illustra anche un'edizione di La Nouvelle Héloïse. Fu durante questo periodo che realizzò una serie di dipinti raffiguranti castelli e parchi e giardini nell'Île-de-France, che si troveranno nelle collezioni private di amatori come l'abate di Saint-Non stesso, o Richard Mique, primo architetto di Luigi XVI e Maria Antonietta sceglie per la progettazione di edifici che formano l'Hameau de la Reine.
Châtelet è anche noto per i molti paesaggi animati di Svizzera, Italia e Inghilterra.
Sedotto da idee rivoluzionarie, divenne membro del tribunale rivoluzionario e fu uno dei dodici giurati che condannarono a morte Maria Antonietta. Imprigionato dopo la caduta di Robespierre e vittima della reazione termidoriana, fu condannato alla ghigliottina il 6 maggio 1795 e giustiziato il giorno successivo, nello stesso momento di Fouquier-Tinville, l'accusatore pubblico di Maria Antonietta due anni prima.

## Opere

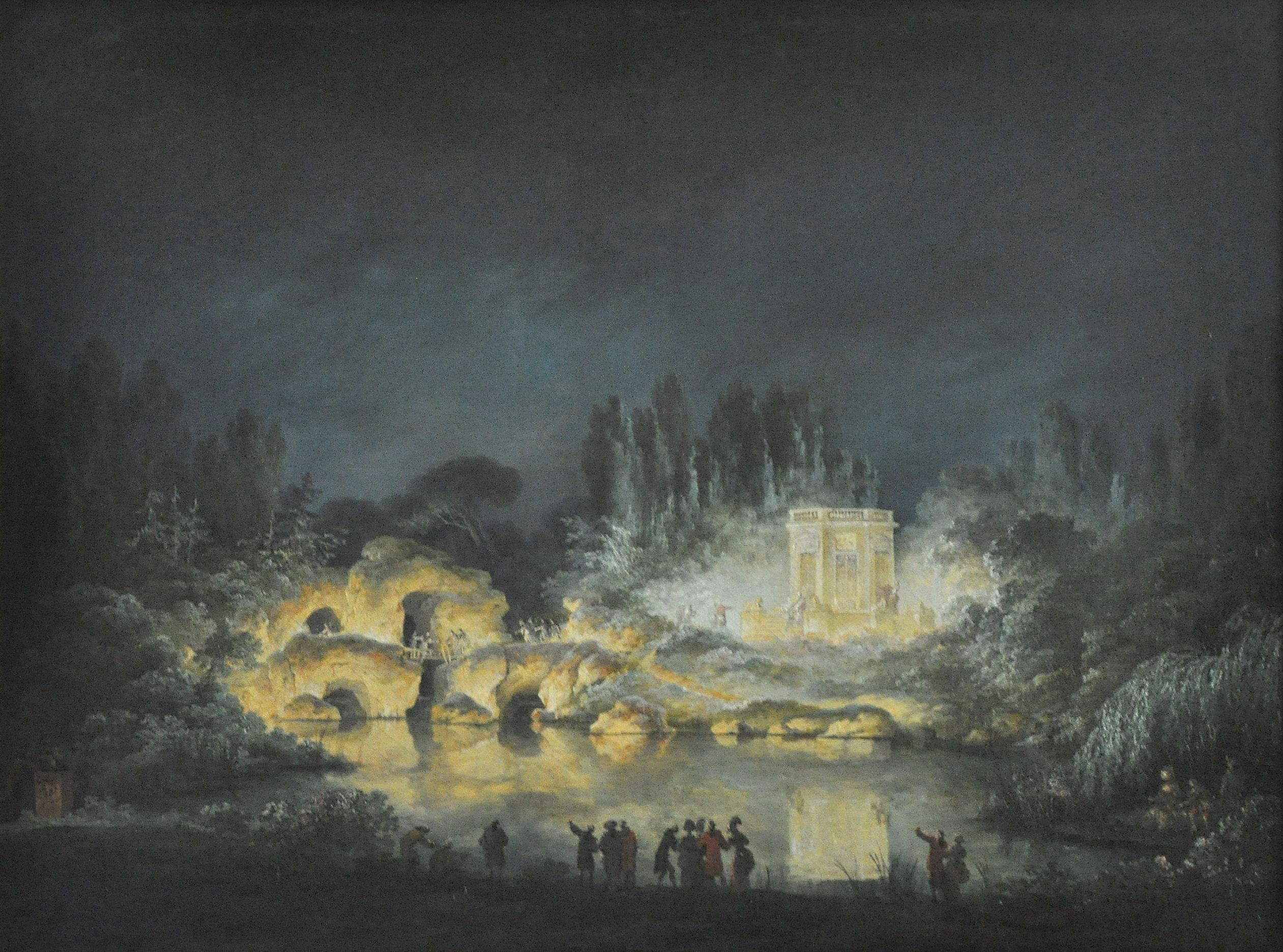
Illuminazione del padiglione del belvedere

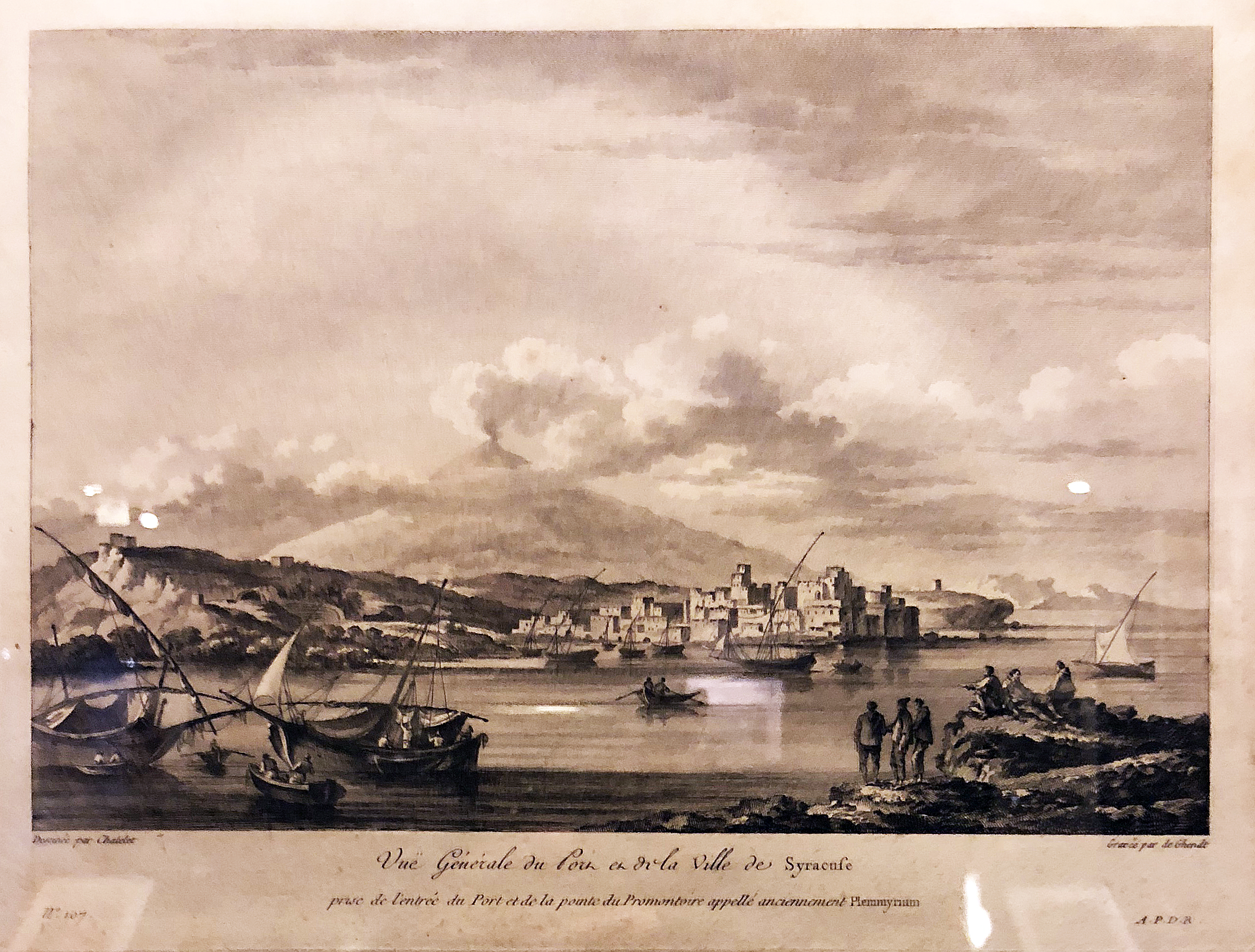
Veduta generale di Siracusa

Primo illustratore e disegnatore, Châtelet ha illustrato come pittore di paesaggi animati per cui si legge l'influenza di Hubert Robert. Come i suoi contemporanei Louis-Gabriel Moreau e Louis Belanger, egli rappresenta i parchi e i giardini delle nuove residenze costruite negli ultimi decenni del XVIII secolo intorno a Parigi, come il castello di Maupertuis e la sua piramide, il Bellevue, la Saint James Folly da Neuilly o il Tempio dell'Amore al Petit Trianon.
Per la regina Maria Antonietta, esegue una serie di acquerelli del Petit Trianon.
Alcuni oli su tela:
- Paysage avec chute d'eau, 1781, Musée du Louvre, Paris
- Illumination du Pavillon du Belvédère, 1781, 80x59 cm. Questo dipinto rappresenta i giardini del Petit Trianon alla festa della regina Maria Antonietta in onore di suo fratello Giuseppe II. Versailles, Museo Nazionale del Castello e Trianon
- Marine, la Pêche, Paris, Musée du Louvre
- Parc du Château de Maupertuis, collection particulière
- Parc du Château de Gaillon, collection particulière
- Promeneurs dans un parc, 74x60 cm; collection particulière
- Paysage panoramique de cascades animé de personnages, 70x112 cm
- La tour de Marlborough dans le jardin de Mesdames, Bellevue
- Paysages avec cascades

Disegni:
- Vue d'une petite ville de montagne
- Vue prise au pied du Temple de Minerve, à Agrigente
- Vue des ruines du Temple de Junon, à Agrigente
- Vue des ruines de l'antique théâtre de Syracuse
- Ruines romaines, Musée Lambinet, Versailles
- La tempête, Musée du Louvre
- Madame de Wolmar et Saint Prieux sur les rochers de la Neillerie, Paris, Musée du Louvre
- Le jeu de bagues chinois au Petit Trianon
- Recueil des Plans du Petit Trianon, par le Sieur Mique, Chevalier de l'Ordre de Saint-Michel, Premier architecte honoraire, Intendant Général des Bâtiments du Roy et de la Reine, 1798[1]

I dipinti e i disegni di Claude-Louis Châtelet rivelano una tecnica, un talento e uno stile di alto livello. I personaggi che animano i paesaggi si fondono con il fascino e la poesia in un'atmosfera in cui la fitta vegetazione e la natura fertile contrastano con la maestria geometrica di edifici ed elementi architettonici. I giochi di luce e ombra conferiscono a questi dipinti una profondità spaziale e una prospettiva in cui lo sguardo si perde, passando da un gruppo di personaggi a un altro e indugiando su scale o qualche sontuosa dimora senza aver respirato il profumo di una natura sempre presente e rassicurante. Questo pittore, a causa della sua breve esistenza e dei suoi impegni politici, ha lasciato ai posteri una produzione troppo limitata per essere conservata dalla storia dell'arte come una figura importante nella pittura del francese del XVIII secolo. Tuttavia, il suo stile e la sua maestria, le sue connessioni e il suo talento, avrebbero potuto fare, come Hubert Robert, uno dei pittori più eminenti e accattivanti di questo secolo, se solo avesse dedicato tutta la sua energia per la nobiltà della sua arte.